# Валерій Георгієв
Валерій Георгієв (болг. Валери Георгиев, * 28 липня 1984, Благоєвград, Болгарія) — болгарський футболіст, захисник пловдивського «Локомотива».

## Кар'єра
Свій футбольний шлях гравець почав у рідному місті, у команді «Пірін». За свою команду зіграв лише три матчі, у червні 2005 за 20 тисяч євро переходить у «Вірена». Там він стає капітаном і закріплюється в основному складі. 2010 року перейшов у «Локомотив» з Пловдива.